# Cleora desiccata
Cleora desiccata är en fjärilsart som beskrevs av Butler 1879. Cleora desiccata ingår i släktet Cleora och familjen mätare. Inga underarter finns listade i Catalogue of Life.